# 6013 Andanike
6013 Andanike este un asteroid din centura principală, descoperit pe 18 iulie 1991, de Henry Holt.